# Weneki
Weneki est une tribu des îles Loyauté sur l'île d'Ouvéa, elle fait partie du district coutumier de Saint Joseph.